# Репресивна психіатрія
Репреси́вна психіатрі́я (також каральна психіатрія) — форма боротьби з політичними супротивниками, ізоляція та ув'язнення дисидентів. Випадки використання репресивної психіатрії мали місце в багатьох країнах (включаючи розвинені демократії), але найбільшу популярність здобуло використання репресивної психіатрії в СРСР.
Згідно Подрабінека: «… каральна медицина — знаряддя боротьби з інакодумцями, яких неможливо репресувати на підставі закону про те, що вони мислять інакше, ніж це предписано»

## Методи репресивної психіатрії
До методів репресивної психіатрії відносять:
- позбавлення дієздатності або прав на підставі помилкового діагнозу;
- встановлення примусового медичного спостереження;
- госпіталізація психічно здорових (або не здорових, але таких, що не вимагають госпіталізації) людей, тобто використання клінік як місць покарання;
- застосування до здорових людей медичних процедур, зокрема болісних, небезпечних або таких, що калічать (починаючи від призначення психотропних ліків і кінчаючи електрошоком головного мозку);
- свідоме нанесення шкоди фізичному і психічному здоров'ю («зведення з розуму»).

## Історичні приклади

### Друга французька імперія
За часів Наполеона III госпіталізація в психіатричних лікарнях використовувалася як міра придушення руху сен-симоністів. Понад 40 прихильників А. Сен-Симона були примусово поміщені в лікарні під приводом того, що їх політичні погляди є ознакою ненормальності. Проте ця практика не набула поширення, оскільки незабаром з'ясувалося, що лікарі часто співчували поглядам «пацієнтів», а в деяких випадках самі переходили в сен-симонізм. Не зважаючи на це, не менше як 6 сен-симоністів були звільнені з лікарень тільки після падіння Імперії в 1871 р.

### Російська імперія
В епоху імператора Миколи I існувала практика оголошення "божевільними" тих, хто наважувався критикувати самодержавно-кріпосницький лад і з подальшим ув'язненням в божевільні або накладанням домашнього арешту. Так, пожиттєвий домашній арешт із психіатричним наглядом і забороною писати був накладений на філософа Петра Яковича Чаадаєва, якого визнали "ненормальним" за його критичні щодо ладу Російської імперії "Філософські листи".

### США
У XIX столітті деякі американські психіатри прагнули діагностувати в чорношкірих рабів так звану «драпетоманію» - нібито наявне психічне захворювання, яке спонукало рабів до втечі, та «dysaesthesia aethiopica» (дизестезія - «спотворення чутливості») - «захворювання», яке спонукало до того, щоб ламати, нищити результати своєї праці, відмовлятися працювати, і до неслухняності, зухвалості. Саме соціально-політичні обставини, за яких одна соціальна група домінувала над іншою, зумовлювали таку ситуацію, за якої активістів підлеглої групи вважали «хворими» і такими, що «потребують лікування».
Один із засновників американської психіатрії, відомий політичний діяч Бенджамін Раш використовував для «лікування» політичних інакодумців, зокрема, супротивників расизму, занурення пацієнта у воду із заявленим наміром нібито втопити його. Цю «хворобу» він називав «анархією», «формою божевілля».
У XX столітті у США були випадки поміщення політичних інодумців на примусове лікування. Наприклад, 1927 року учасницю демонстрацій Аврору Д'Анжело направили в психіатричну лікарню на експертизу після того, як вона взяла участь у мітингу на підтримку Сакко і Ванцетті.
2000-ті роки відзначалося використання психіатричних засобів під час допитів у військових американських в'язницях, що порушує принципи медичної етики.
У 2010 році вийшла книжка психіатра Джонатана Мецла «Протест як психоз: як шизофренія стала хворобою чорних». У книжці стверджується, що тенденція пов'язувати расову приналежність і безумство збереглася з часів діагнозу «драпетоманія» аж до XX століття. У другій половині XX століття в популярній культурі, засобах масової інформації та в наукових журналах афроамериканців почали асоціювати з проблемою шизофренії та з уявленням про агресію, зумовлену божевіллям. За словами Мецла, у психіатрії навіть в останні десятиліття перед виходом книжки часто має місце хибне виставляння афроамериканцям діагнозу «шизофренія» в тих випадках, коли правильніше було б діагностувати афективний розлад. Він простежує у своїй книзі історію державної лікарні для душевнохворих злочинців у місті Іоніа штату Мічиган, до якої поміщали ймовірно небезпечних афроамериканців, що, як зазначає Мецл, стало віддзеркаленням розширеного уявлення про найважчі психічні захворювання.
Дж. Мецл зазначав також, що термін «протест як психоз» був використаний у психіатричній літературі в 1960-ті роки для позначення афроамериканців, які брали участь у русі за громадянські права, як божевільних. Це був спосіб патологізувати громадянський протест. З подачі ФБР багато представників громадського руху, зокрема Малкольм Ікс і Роберт Вільямс, отримали діагноз «шизофренія».

### СРСР
Першою жертвою радянської репресивної психиатрії стала революціонерка-терористка, лідер партії лівих есерів Марія Спіридонова, ув'язнена в психіатричній лікарні за наказом Дзержинського у 1921 р.
Комісія Міністерства охорони здоров'я України під час перевірки психіатричної лікарні із суворим наглядом у м. Дніпрі знайшла архів медичних карток часів радянської «каральної психіатрії».
З 1968 по 1991 роки в психіатричній лікарні Дніпропетровська на примусовому лікуванні перебували дисиденти за сфабрикованими діагнозами «млява шизофренія» та "сутяжно - параноїдальний розвиток особистості". Зокрема там були віднайдені історії хвороби відомих українських дисидентів Анатолія Лупиноса та Леоніда Плюща, а також листи від їх рідних.
|                | Страшно уявити скільки доль як молох перемолола ця каральна машина. Це феномен "каральної психіатрії", коли наука стала на службу цілої каральної системи тоталітарної країни. СССР — зник з карти світу, але його каральна система багато в чому збереглася до сьогодні. Наша ціль — виправити цю історичну несправедливість. Фактично, до цього моменту все, що ми знаємо про каральну психіатрію, скоріше базується на уявленнях та спогадах колишніх пацієнтів. |
| — Уляна Супрун | |

Комісія МОЗ України вилучила ці архівні документи й передала експертно-перевіряльній комісії, яка має долучити їх до Національного архівного фонду України.

### Росія
З початку 2010 - х в Росії поширюється репресивна психіатрія як метод боротьби з противниками влади. Екологічні активісти, громадські діячі, опозиційно налаштовані громадяни масово відправляються до психіатричних закладів, за рішенням судів. Репресивна психіатрія стала одним з методів боротьби з інакодумством в окупованому Росією Криму. Зокрема, примусове лікування було застосовано до заступника голови Меджлісу кримсько - татарського народу Ільмі Умерова.У  січні 2021 року примусово госпіталювали якутського активіста, шамана Олександра Габишева, який оголосив піший похід до Москви, з метою вигнати із Кремля "злого духа"  Володимира Путіна. В подальшому його доставили до Новосибірської спеціалізованої психіатричної лікарні з суворим наглядом. З початком повномасштабного вторгнення Росії до України репресивна психіатрія стала широко застосовуватись до антивоєнних активістів. Серед жертв російської репресивної психіатрії за критику  режиму Путіна і розв'язаної ним агресивної війни маркетолог з Санкт-Петербурга Вікторія Петрова, студент з Одинцово Максим Липкань. Також, за непідтвердженими даними, на окупованих територіях України російські власті відправляють до психлікарень українських школярів за незгоду з політикою окупантів.

## "Каральна психіатрія" щодо дітей з боку окупаційної влади в Криму
В окупованому російськими військами Криму до дітей застосовують "каральну психіатрію" за антивоєнні та проукраїнські погляди. Прикладами такого залякування та репресії є: застосування статті "невиконання батьківських обов'язків" до матері дівчинки, нібито за дескредитацію російської армії; штрафування хлопця старших класів за вислів "Ми за Україну". Такі дії окупаційної влади в Криму є міжнародним злочином та порушенням Конвенції ООН про права дитини.